# Tobias Lindholm
Tobias Lindholm (Næstved, Dinamarca, 5 de juliol de 1977) és un director de cinema i guionista danès.
Lindholm es va graduar de l'Escola Nacional de Cinema de Dinamarca el 2007. El 2010 va debutar com a guionista a la pel·lícula Submarino de Thomas Vinterberg i més tard en aquest mateix any va fer el seu debut com a director al drama carcerari R.
El 2011, juntament amb Michael Noer, va guanyar el premi Bodil a la millor pel·lícula danesa. Posteriorment va rebre crèdit com a guionista a la pel·lícula Jagten (2012) ia la sèrie de televisió danesa Borgen (2010-13).
Al setembre de 2015, es va donar a conèixer que Lindholm escriuria el guió d'un proper drama sobre el Mur de Berlín, dirigit per Paul Greengrass.
Kapringen (estrenat el 2012) és el segon llargmetratge de Lindholm com a director, on també es va fer càrrec del guió. El llargmetratge es va mostrar a la secció Horitzons (Orizzonti) del Festival Internacional de Cinema de Venècia de 2012.
El 2015 es va estrenar el seu tercer llargmetratge, The War. Per als Premis Oscar de 2015, The War va rebre una nominació per a l'Óscar a la millor pel·lícula internacional.
Lindholm va dirigir la controvertida sèrie de televisió Efterforskningen (La Investigació). La sèrie es basa en la investigació del cas “Submarine”, en què la periodista sueca de 30 anys Kim Wall va ser assassinada per l'inventor danès Peter Madsen.